# Hemocel mięczaków
Hemocel – wypełniona hemolimfą przestrzeń pierwotnej jamy ciała mięczaków (Mollusca). Hemocel powstaje w rozwoju zarodkowym.